# Romainmôtier-Envy
Romainmôtier-Envy is een gemeente en plaats in het Zwitserse kanton Vaud, en maakt deel uit van het district Jura-Nord vaudois.
Romainmôtier-Envy telt ongeveer 550 inwoners (2017) en ligt op een hoogte van ca. 670 meter. Het ontstond in 1969 door de samenvoeging van Romainmôtier en Envy. Het dorp is vooral bekend vanwege de Romaanse abdijkerk, gebouwd tussen 990 en 1028 en is een van de oudste romaanse kerken van Zwitserland.

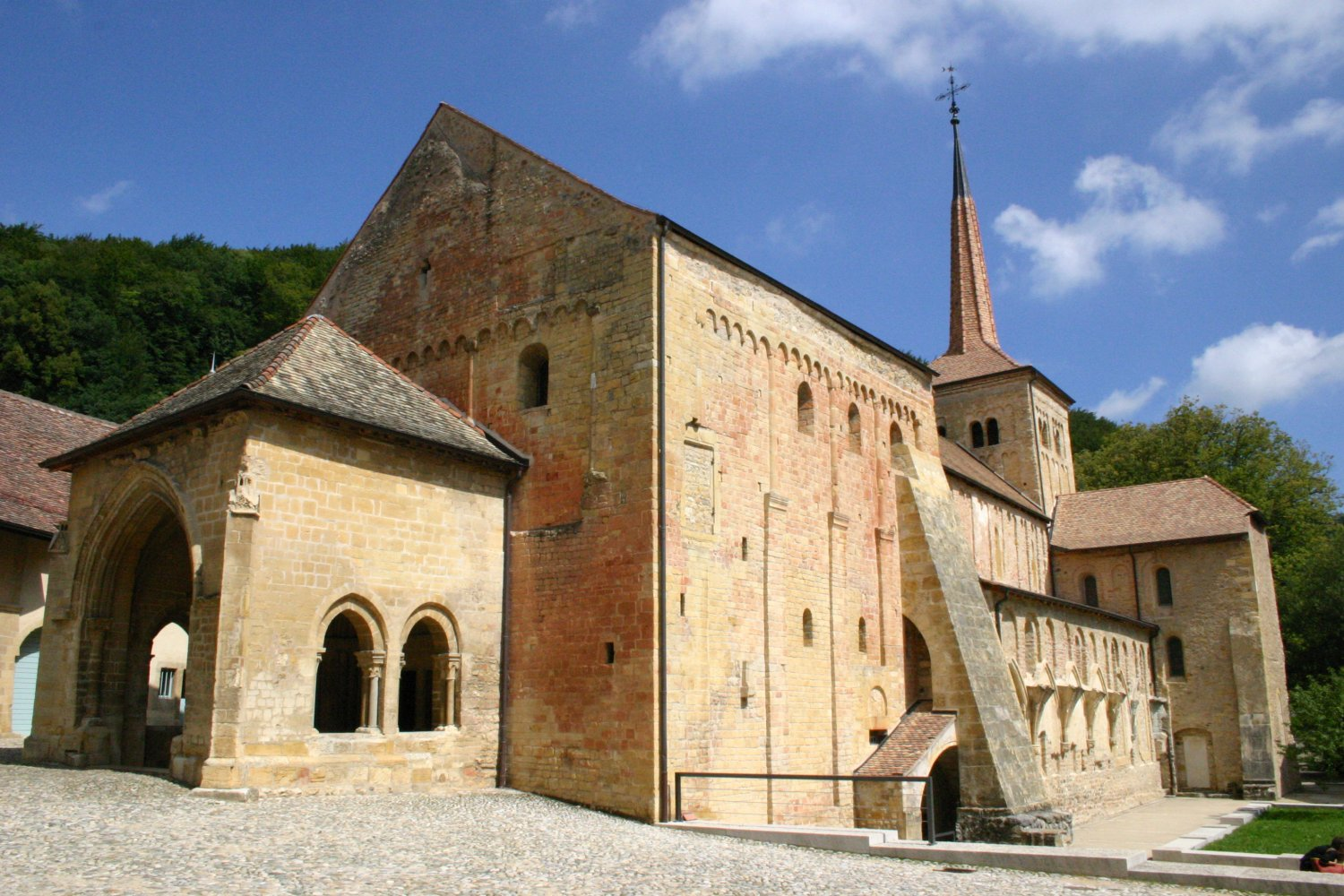
De romaanse abdijkerk